# Arthur Leduc
Ne doit pas être confondu avec Arthur Le Duc.
Pour les articles homonymes, voir Leduc.
Arthur Leduc, né le 19 mars 1996, est un céiste français.

## Palmarès
- Championnats du monde de descente 2016
  -  Médaille d'or en C2 sprint par équipe[2].
  -  Médaille d'argent en C2 classique par équipe.